# Charondas

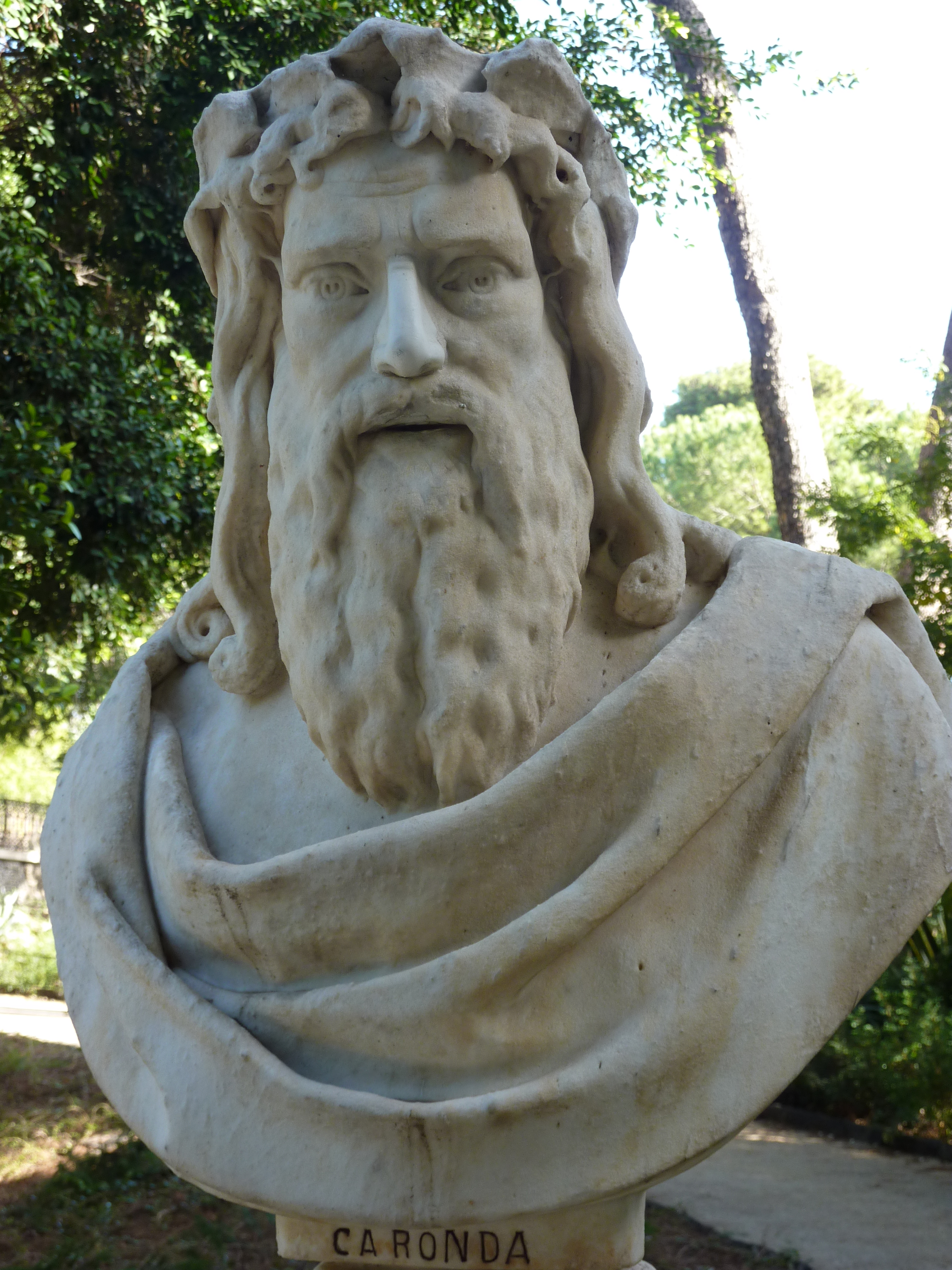
Charondas

Charondas, berömd forngrekisk lagstiftare. Tiden för hans levnad är omtvistad, men torde sannolikast böra förläggas till 500-talet f.Kr. Han gav lagar åt sin födelsestad Catania, men även åt andra grekiska kolonier i Syditalien och på Sicilien.